# Theagenes
Theagenes (Θεαγένης ο Μεγαρεύς) was een tiran van Megara. 

## Biografie
Hij verkreeg er zijn macht rond 630 v.Chr., nadat hij partij had gekozen voor de burgerij tégen de aristocratie. Naar verluidt won hij hun vertrouwen door gewelddadige agressie te plegen tegen de rijke grondbezitters, wier vee hij afmaakte op de weiden. Door deze gewelddadigheden, alsook door andere demagogische activiteiten wist hij de enthousiaste toewijding van de burgerij voor zich te winnen. Bij volksbesluit verkreeg hij het recht er een privé-militie van lijfwachten op na te houden, waarmee hij de macht van de aristocratie omver wierp en zichzelf tot tiran uitriep. Nog vóór zijn dood werd hij echter verdreven. Hij schonk de hand van zijn dochter aan Cylon van Athene, die op zijn volle steun kon rekenen. 

## Betekenis
Pausanias maakt melding van opmerkelijke openbare werken die Theagenes liet uitvoeren in Megara. Zoals de meeste tirannen uit de oudheid achtte hij het raadzaam de industrie en de kunsten te stimuleren. Maar uit het negatieve beeld dat de dichter Theognis van Megara een tijd later schetst over de toestand in zijn land, kunnen wij afleiden dat het volk niet blijvend heeft geprofiteerd van het bewind van Theagenes.